# Université d'État de Petrozavodsk
L'université d'État de Petrozavodsk (PetrGU, russe : Петрозаво́дский госуда́рственный университе́т) est une université publique à Petrozavodsk en république de Carélie de la fédération de Russie.

## Histoire
L'université d'État de Petrozavodsk (PetrGU) est fondée en 1940 à Petrozavodsk, en république de Carélie.
Dans les années 1940-1956, elle s'appelait université d'État de Carélie-Finlande.
Le changement de nom a lieu en 1956 lorsque la République socialiste soviétique carélo-finnoise est intégrée dans la république socialiste fédérative soviétique de Russie.

## Relations internationales
L'université est membre de l’Université de l'Arctique. UArctic est un réseau international d’universités, d’instituts de recherche et d’organisations ayant pour but de promouvoir, coordonner et soutenir la recherche ainsi que l’éducation en régions arctiques. Cependant, depuis le début de la guerre russo-ukrainienne, la collaboration a été interrompue.

## Facultés et instituts
Les facultés et instituts sont:
- Faculté d'agriculture
- Faculté de géologie
- Faculté d'Histoire
- Faculté de foresterie
- Faculté de mathématiques
- Faculté de médecine
- Faculté des sciences politiques et sociales
- Faculté des langues et de la culture finnoises
- Faculté de construction
- Faculté de physique et de technologie
- Faculté de philologie
- Faculté d'écologie et de biologie
- Faculté d'économie
- Faculté de droit
- Institut des sciences de l'éducation et de la psychologie
- Institut des langues étrangères
- Institut de culture physique, des sports et du tourisme
- Institut carélien d'administration régionale, d'économie et de droit

## L'université

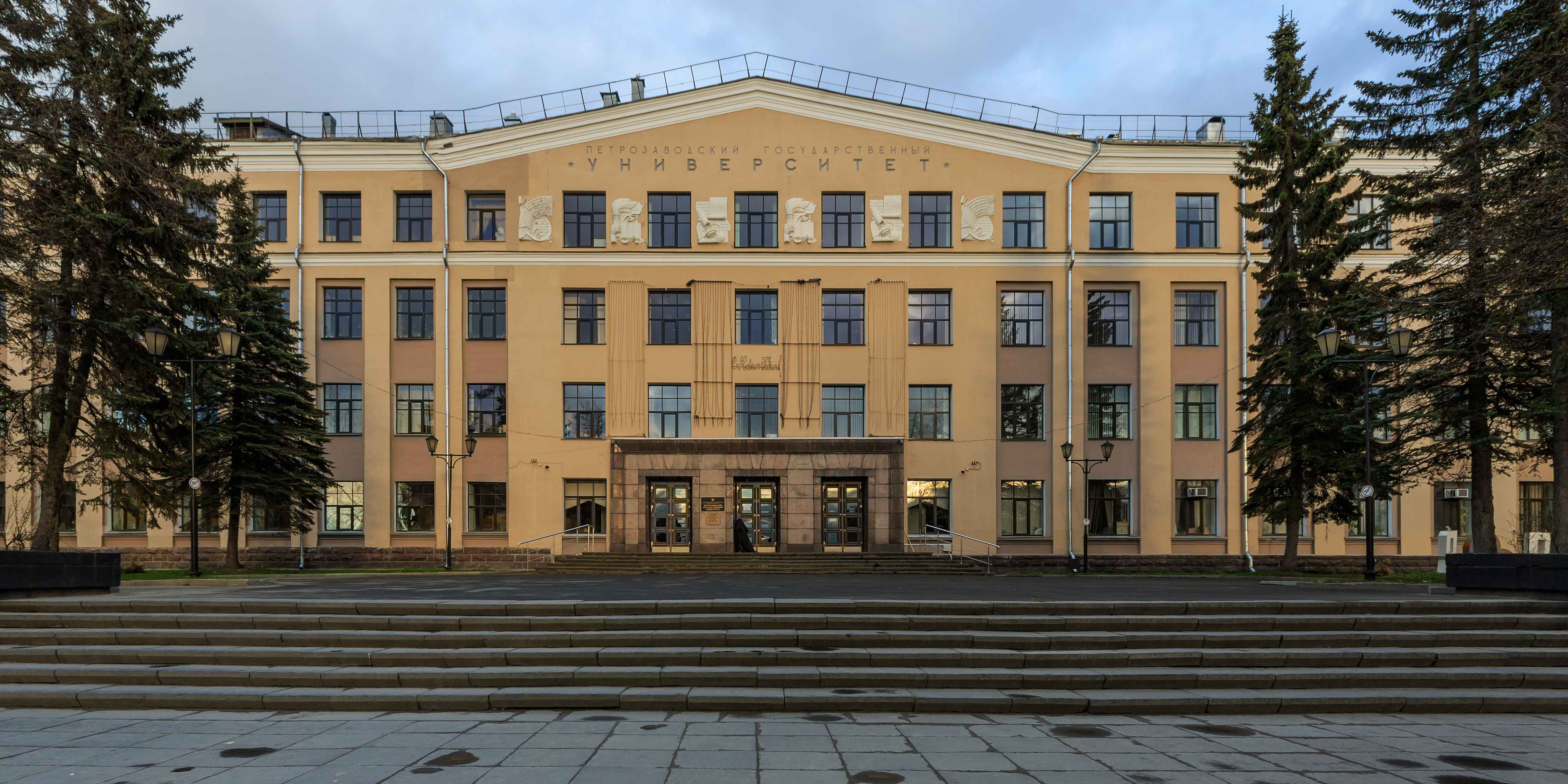
Bâtiment principal donnant perspective Lénine.
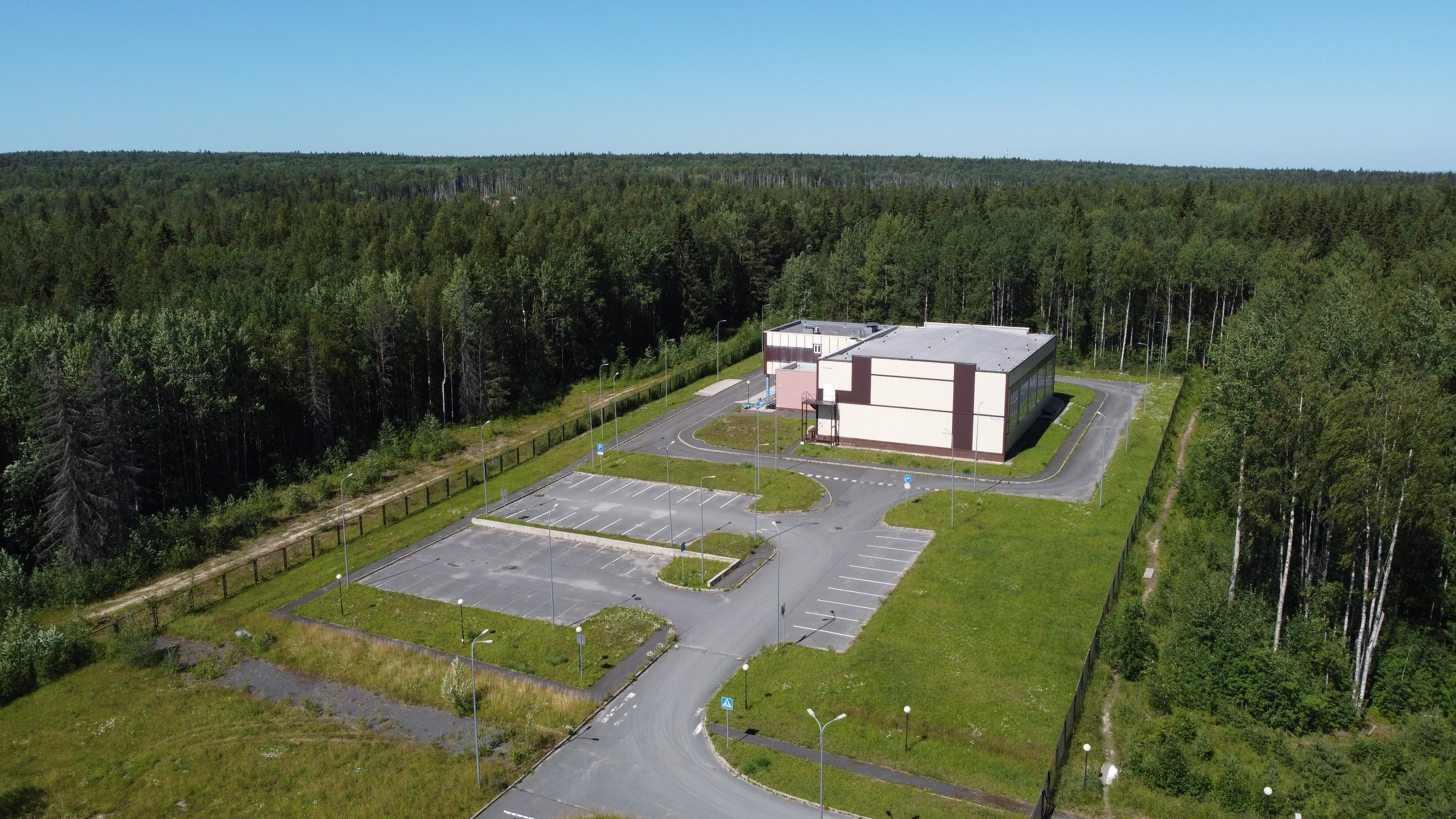
Piscine.
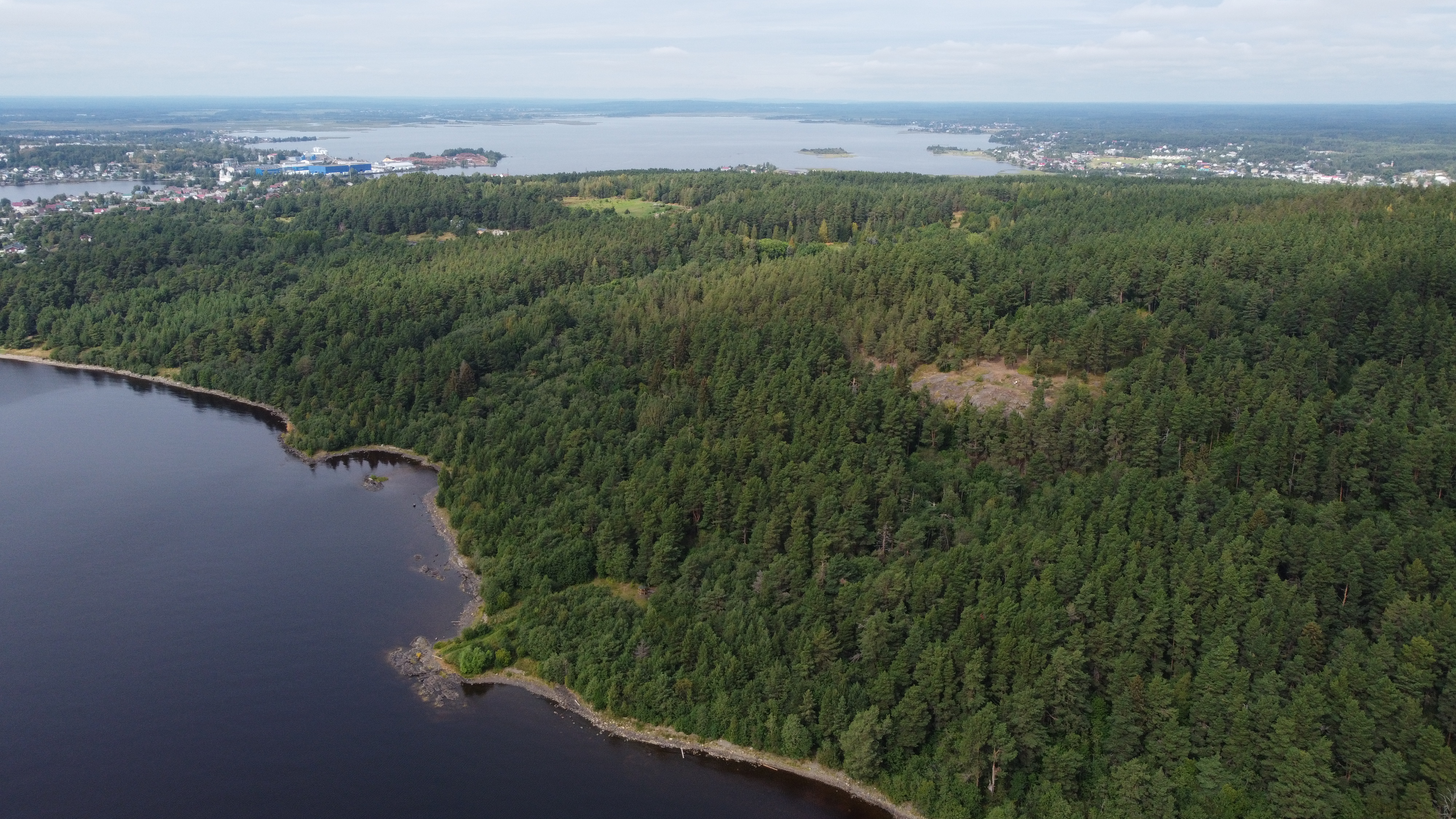
Jardin botanique.